# Impalmatura

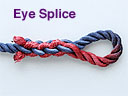
Impalmatura ad occhiello

L'impalmatura o impiombatura è un procedimento mediante il quale è possibile unire i due capi di una stessa fune senza impiego di morsetti, nodi o altri dispositivi di presa. Se tale operazione viene realizzata a regola d'arte, la fune risulta perfettamente omogenea, il carico di rottura invariato e il punto di unione praticamente invisibile.

## Uso
L'impalmatura viene effettuata principalmente per: 
- realizzare un anello chiuso, quindi senza soluzione di continuità, per impianti a fune a moto continuo quali seggiovie, cabinovie, skilift e simili;
- ripristinare la corretta lunghezza di una fune allungatasi a causa dell'uso
- giuntare due funi
- creare uno o più punti di aggancio al termine della fune, come nell'impalmatura ad occhiello.

## Tecniche
Le principali fasi del procedimento sono:
- separazione delle trecce di fili (trefolo) componenti la fune con liberazione dell'anima (o canapo interno);
- sovrapposizione dell'anima e dei due capi della fune per una lunghezza di vari metri, proporzionali al diametro della fune;
- nuovo intreccio dei trefoli secondo uno schema predefinito per portare gli stessi a trovarsi incastrati fra loro, impedendo così la possibilità di sfilarsi.

Allo scopo vengono impiegati specifici attrezzi che permettono di muovere le trecce all'interno della fune man mano che questa si ricompone.
Nei secoli sono state sviluppate molte tecniche diverse per realizzare i diversi tipi di giunture, in funzione della configurazione finale desiderata, del materiale usato, della richiesta di tenuta e della rifinitura estetica richiesta.
Ad esempio vi sono tecniche diverse a seconda del numero di trefoli: un'impalmatura a tre trefoli sarà meno complessa di una a sei. Un occhiello realizzato con cavo d'acciaio verrà realizzato con una tecnica diversa che con una fune di nylon. Più è richiesta tenuta e più è scivoloso il materiale, maggiore sarà il numero di infilamenti necessari a valle della giuntura (tipicamente da 3 a 7). Infine, la zona di sovrapposizione delle due sezioni di fune avrà un diametro circa doppio rispetto alla fune originaria, per cui, se l'occhio lo richiede, si potrà procedere ad un rastremamento progressivo dei trefoli via via che si termina l'infilatura, per ottenere una variazione graduale del diametro nel risultato finale.

## Manutenzione
L'impalmatura è una procedura piuttosto delicata e laboriosa. Viene eseguita da personale altamente specializzato e quasi sempre sul posto. 
Essendo naturale un successivo allungamento e assestamento della fune, alla prima impalmatura ne seguono spesso alcune altre nei mesi successivi. 
Anche in presenza di una impalmatura eseguita a regola d'arte, questa giunzione rappresenta comunque un punto debole di ogni fune per cui le normative prevedono una regolare ed attenta sorveglianza su di esse.